# Босігас
Босігас (ісп. Bocigas) — муніципалітет в Іспанії, у складі автономної спільноти Кастилія-і-Леон, у провінції Вальядолід. Населення — 101 особа (2010).
Муніципалітет розташований на відстані близько 120 км на північний захід від Мадрида, 46 км на південь від Вальядоліда.

## Демографія
Динаміка населення (INE ):

## Галерея зображень

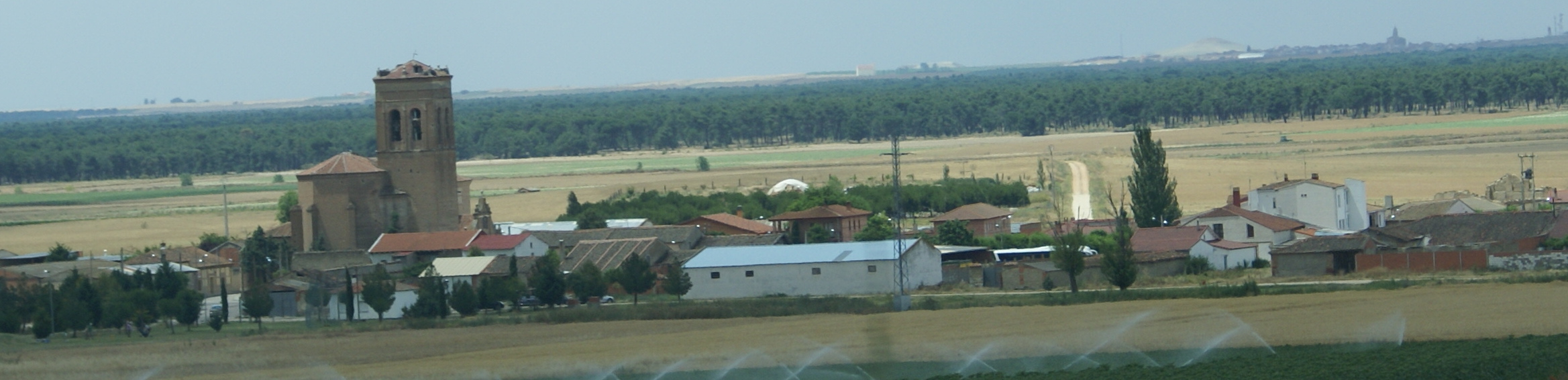
Босігас